# ヒライシカズ美
ヒライシ カズ美（ヒライシ カズみ、1977年7月30日 - ）は、日本の女優、グラビアアイドル（元AV女優）、ネットアイドル。旧芸名は平石 一美、びとら。千葉県出身。所属事務所は株式会社アンカー。

## 略歴
かつてはセガのオフィシャルコスプレイヤーとして、まろん、めろん、びとらのMMBとして活動。その後バストGカップの抜群のスタイルを生かし、アダルトビデオ、ヘアヌードをはじめとして雑誌でグラビア展開。現在はイメージビデオ、Vシネマ、歌手活動も行っている。
週刊アスキーが主催したネットアイドルグランプリの投票中にアダルトビデオに出演していたことが暴露されるものの、準グランプリを受賞している。もっともアダルトビデオ出演歴はほとんどの関係者が知っていたともいう。
AV女優としてのキャリアはオムニバスの一員としてものであった。なお、上記のネットアイドルグランプリで準グランプリを受賞したのちにメーカーから出演部分をまとめた「コスプレイヤー平石一美」というDVDビデオが発売されている。正確な本数は把握されていないが10本以上あると言う。
AV出演時はオムニバスのため匿名もしくは芸名での出演であった、後に有名になったため、結果的に前述の総集編が出回ることになった。
現在、休業中。

## 作品

### イメージビデオ
- 平石一美 Heaven （英知出版、発売日：2002年8月25日）
- 平石一美 HONEY 恋の蜜 （バウハウス、発売日：2003年7月9日）
- EIGHT 平石一美 （レイフル、発売日：2004年7月16日）
- GOKUERO 平石一美 （レイフル、発売：2007年2月24日）
- GOKUERO2 平石一美 （レイフル、発売：2007年7月31日）

### アダルトビデオ：VHS
- 私をスキーで好きにして！ （TABOO、発売日：1998年02月28日）
- 肉欲マダム新妻旅情編 （TABOO、発売日：1998年04月18日）
- 絶頂バニーガール クレイジーFUCK4連発！！ （TABOO、発売日：1998年04月30日）
- 10人のキャバクラ嬢 （TABOO、発売日：1998年05月27日）
- D-1ディープスロート6連発 （TABOO、発売日：1998年05月30日）
- 巨乳ホテトルSEXファイル （TABOO、発売日：1998年06月25日）
- ノンストップ レイプレイプ PART2 （TABOO、発売日：1998年06月25日）
- デカパイOL屋外露出 （TABOO、発売日：1998年06月30日）
- 発進！ミニスカパトロール （TABOO、発売日：1998年07月28日）
- FUCKオンザビーチインハワイ （TABOO、発売日：1998年07月30日）
- 巨乳露出秘書2 （TABOO、発売日：1998年09月28日）
- ビデオを撮らせてくれませんか？！ （TABOO、発売日：1999年01月28日）
- 会員制VIP専用ホテトル 高級コンパニオン図鑑 （TABOO、発売日：1999年04月15日）
- 爆走！ミニスカパトロール2 （TABOO、発売日：1999年04月28日）
- 悩殺巨乳レースクィーン （TABOO、発売日：1999年05月18日）
- 奥様10人のイク瞬間 （TABOO、発売日：1999年05月18日）
- ショムカ系セクハラパブ （TABOO、発売日：1999年06月16日）
- お水の花道 （TABOO、発売日：1999年06月30日）
- フェロモンボディのお姉さん （TABOO、発売日：1999年10月30日）
- 18才限定　10人の恥ずかしいところを見せてください （TABOO、発売日：1999年12月30日）
- Q-1グランプリ （TABOO、発売日：2000年02月28日）
- プラチナギャルズAAA （TABOO、発売日：2000年04月30日）
- 100人の風俗嬢120分2 （ヤンナイ、2000年06月30日）
- 非合法フーゾク最前線直撃20人
- Q-1グランプリ3 （TABOO、発売日：2000年08月30日）
- 10人の恥ずかしいところを見せてください （TABOO、発売日：2000年10月18日）
- OLのイカせ方教えてください （TABOO、発売日：2000年10月30日）
- 変態素人10人私はこんなに淫乱です120分スペシャル （TABOO、発売日：2001年07月18日）
- ザ・フェロモンボディ職業別10人 （TABOO、発売日：2001年08月18日）
- コスプレイヤー 平石一美 （TABOO、発売日：2006年06月18日）
- コスプレイヤー2 平石一美 （TABOO、発売日：2006年09月21日）

他多数

### アダルトビデオ：DVD
- 抜ける!!20人!!120分!!（ビデオメーカー、発売日：2000年12月15日）
- 恥ずかしいところを見てください 究極の野外露出ドキュメント（Heat、発売日：2001年06月20日）
- 巨乳セクシースタイル19人 OL、キャンペーンガール、女教師、バニーガール、ミニスカ、レオタード（BURST、発売日：2004年11月19日）
- コスプレイヤー 平石一美（TABOO、発売日：2006年06月23日）

### アダルトビデオ：無修正DVD
- 元祖着エロアイドル 平石一美の無修正が大流出 Part1～15

### 映画・Vシネマ
- 美巨乳コスプレ戦士 クインビー・ハニー（発売日：2001年12月22日）
- オールナイトロング リターンズ（発売日：2001年）
- THE RACHI 弟の家庭教師（発売日：2003年4月25日）
- 女狼 艶殺裸体剣（発売日：2003年5月23日）
- 牝牌 肉体は武器（発売日：2003年6月6日）
- 禁断の蕾FLOWER&MONEY（発売日：2003年）
- 金粉蝶 羽ばたいてご開帳（発売日：2003年）
- 濡れる下着の女（発売日：2004年4月10日）
- 三枝実央・平石一美／W☆BOMB 誘う女誘われる女 （発売日：2004年7月23日）
- 堕天使陵辱玩具（2006年4月6日、SODクリエイト） - 共演:三枝実央、長澤つぐみ（友情出演）
- 〜がんばれ僕らの〜ママドルヒロイン キューティーアイ（発売日：2007年8月24日）

### TV
- 「モーニング狼。」(石黒彩役) TBS系
- 「中居正広の金曜日のスマたちへ」 TBS系
- 「トゥナイト2」 テレビ朝日系
- 「Gamersgloove」メイン司会 CS
- 「パンドレッタ」クインビーハニー CS
- 「TVおじゃマンモス」 日本テレビ系
- 「カワズ君の検索生活」フジテレビ系：撮影時の機器トラブルで放送されず。
- 「弁護士 灰島秀樹」 フジテレビ系

## 書籍

### 写真集
- 『Paradis』
- 『平石一美』
- web写真集『BIVIO』
- web写真集『kazumism』
- web写真集『EIGHT』
- web写真集『W★BOMB』
- web写真集『GOKUERO』

## CD
- 「恋におちて-Fall in love」
- 「熱帯JUICE」